# 歩兵第19連隊
歩兵第19連隊（ほへいだい19れんたい、歩兵第十九聯隊）は、大日本帝国陸軍の連隊のひとつ。

## 沿革
- 1885年（明治18年） - 名古屋城内にて第1大隊が編成完結
- 1886年（明治19年） - 第2大隊が編成完結

8月23日 - 軍旗拝受
- 1888年（明治21年）5月 - 第3師団創設
- 1894年（明治27年） - 日清戦争に従軍
- 1898年（明治31年）10月 - 第3師団から第9師団に所属変更
- 1904年（明治37年） - 日露戦争に従軍
- 1905年（明治38年）10月 - 第9師団から第16師団に所属変更
- 1919年（大正8年） - 満州駐剳
- 1921年（大正10年） - 帰還
- 1925年（大正14年）5月 - 宇垣軍縮により富山歩兵第69連隊が廃止され、替わりに第9師団に所属変更
- 1929年（昭和4年）1月 - 岐阜県内で発生した暴動（犀川事件）の治安維持に出動[1]
- 1932年（昭和7年） - 第一次上海事変に出動、その後満州駐剳
- 1934年（昭和9年） - 帰還
- 1937年（昭和12年） - 第二次上海事変で動員下令、上海呉淞に上陸しその後南京攻略戦に参加
- 1939年（昭和14年）7月 - 帰還
- 1940年（昭和15年） - 満州駐剳
- 1944年（昭和19年）7月 - 沖縄県那覇に移駐、その後台湾へ移動
- 1945年（昭和20年） - 終戦。同地において軍旗奉焼

## 歴代連隊長
| 代 | 氏名       | 在任期間               | 備考               |
| -- | ---------- | ---------------------- | ------------------ |
| 1  | 比志島義輝 | 1886.5.27 - 1889.9.11  | 中佐、1887.11.大佐 |
| 2  | 山中信儀   | 1889.9.13 - 1891.4.11  | 中佐               |
| 3  | 粟飯原常世 | 1891.4.11 - 1896.9.25  | 中佐、1894.11.大佐 |
| 4  | 佐治為善   | 1896.9.25 -            | 中佐、1900.4.大佐  |
| 5  | 服部直彦   | 1904.8.5 - 11.28       | 中佐、戦死         |
| 6  | 山田良水   | 1904.12.7 - 1906.2.19  | 中佐               |
| 7  | 江口昌条   | 1906.2.19 -            |                    |
| 8  | 門司敬亮   | 1907.11.13 - 1911.1.26 |                    |
| 9  | 奥村鋭作   | 1911.1.26 - 1914.8.10  |                    |
| 10 | 市来保二郎 | 1914.8.10 -            |                    |
| 11 | 杉山正之   | 1918.7.24 -            |                    |
| 12 | 津田増次郎 | 1922.2.8 -             |                    |
| 13 | 村井清規   | 1924.12.15 -           |                    |
| 14 | 芦川良治   | 1927.7.26 -            |                    |
| 15 | 春山茂松   | 1929.8.1 -             |                    |
| 16 | 酒匂宗次郎 | 1930.3.6 -             |                    |
| 17 | 宇高黆     | 1932.8.8 -             |                    |
| 18 | 島本正一   | 1934.8.1 - 1936.3.28   |                    |
| 19 | 下枝金之輔 | 1936.3.28 -            |                    |
| 20 | 人見秀三   | 1937.11.22 -           |                    |
| 21 | 相葉健     | 1939.8.1 -             |                    |
| 22 | 谷肇       | 1942.9.12 -            |                    |
| 末 | 露口同     | 1945.2.26 -            | 中佐               |

## その他
- 敦賀の名物になっている堅パンは、三重県の業者が、わざわざ駐屯地である敦賀市金山地区で売り始めたのが始まりと伝わる。これは、三重地域部の兵士たちが当連隊に多く在隊していたからだという。
- 敦賀連隊祭の際には、基地を開放し、兵器の展示、さらには兵士の父兄を一日入営と称し招くなど、地域の交流が盛んであった。これは、嫌がられる傾向にあった軍隊基地と地域との軋轢を避けるためであったが、この試みは結果として成功している。